# Phare de Velopoúla
Le phare de Velopoúla sur l'île éponyme, également nommée île Parapóla, est situé dans le golfe Argolique en Grèce. Il est construit en 1884.

## Caractéristiques
Le phare est une tour octogonale blanche, qui surmonte la maison du gardien. Le dôme de la lanterne est de couleur verte. Il s'élève à 112 mètres au-dessus de la mer Égée dans le golfe Argolique.

## Codes internationaux
- ARLHS[2] : GRE-027
- NGA : 15088
- Admiralty[3] : E 4088

## Source
(en) [PDF] List of lights radio aids and fog signals - 2011 - The west coasts of Europe and Africa, the mediterranean sea, black sea an Azovskoye more (sea of Azov) (la liste des phares de l'Europe, selon la National Geospatial - Intelligence Agency)- Version 2011 - National Geospatial - Intelligence Agency - p. 262